# وزارة الأعمال والابتكار والمهارات

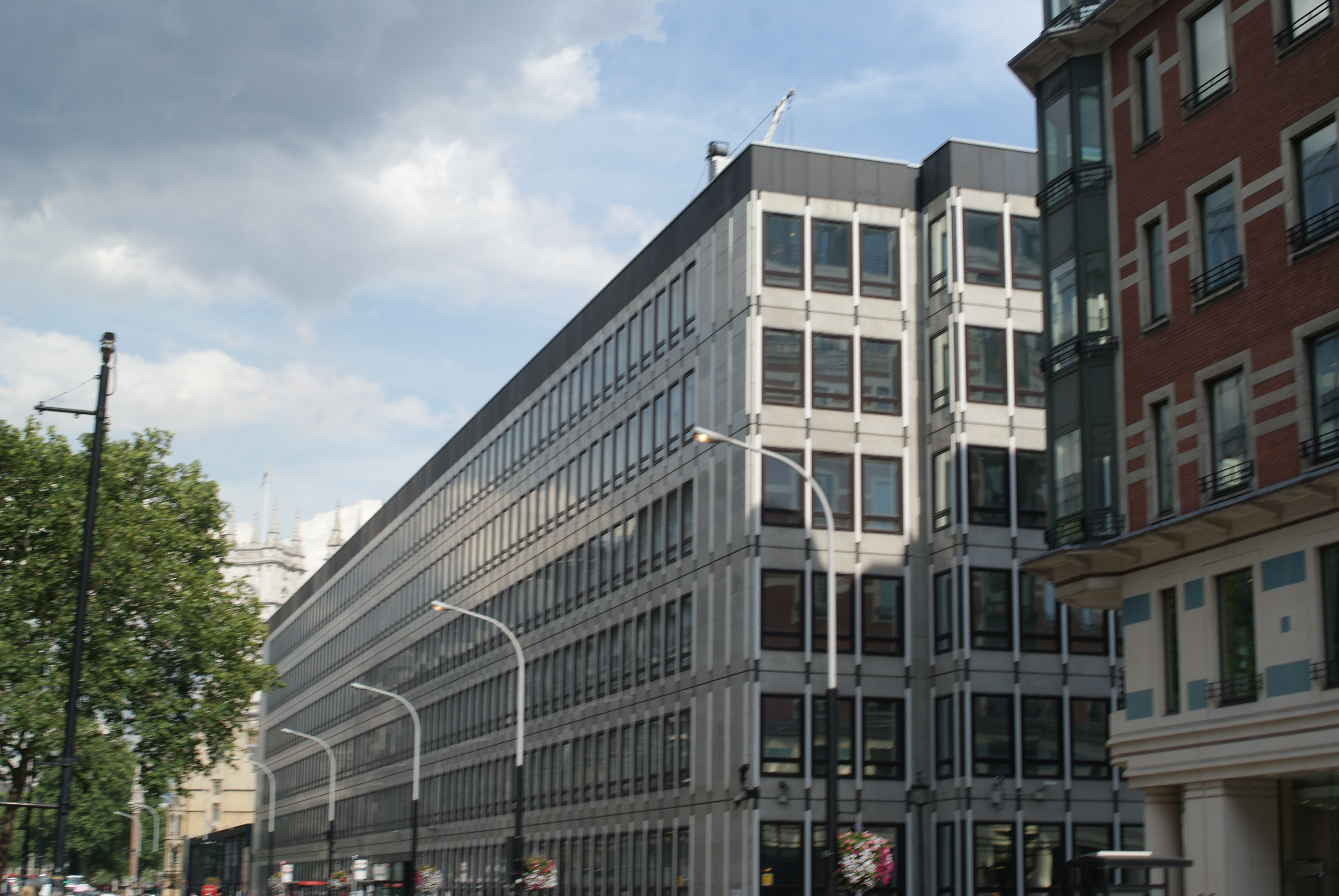

وزارة الأعمال والابتكار والمهارات (BIS) هي  وزارة في حكومة المملكة المتحدة تم إنشاؤها في 5 يونيو 2009 من خلال اندماج وزارة الابتكار والجامعات والمهارات (DIUS) و وزارة الأعمال والمشاريع والإصلاح التنظيمي 

## الوزراء
مر على الوزارة الوزراء التالية أسماءهم 
| الوزير                      | الرتبة                        | الحقيبة                  |
| --------------------------- | ----------------------------- | ------------------------ |
| The Rt. Hon. Sajid Javid MP | وزير خارجية رئيس مجلس التجارة | مسؤولية عامة             |
| Anna Soubry MP              | وزير دولة                     | أعمال ومشاريع            |
| Jo Johnson MP               | وزير دولة                     | جامعات وعلوم             |
| Ed Vaizey MP                | وزير دولة                     | الثقافة والاقتصاد الرقمي |
| The Rt. Hon Francis Maude   | وزير دولة                     | تجارة وإستثمار           |
| Nick Boles MP               | وزير دولة                     | المهارات المساواة        |
| George Freeman MP           | وكيل وزارة برلماني            | علوم الحياة              |
| Baroness Neville-Rolfe      | وكيل وزارة برلماني            | الملكية الفكرية          |

## المسؤوليات
هذه الوزارة مسؤولة عن سياسة حكومة المملكة المتحدة في المجالات التالية
تطبيق بعض هذه السياسات على إنجلترا وحدها بينما تطبق بعضها في بعض أجزاء المملكة المتحدة.